# فلیکس کوربه
فلیکس کوربه (انگلیسی: Félicien Courbet; ۲۵ فوریهٔ ۱۸۸۸ – ۱ ژانویهٔ ۱۹۶۷) شناگر، و بازیکن واترپلو اهل بلژیک بود.